# Mikael Passare
Mikael Passare, född 1 januari 1959, död 15 september 2011 i Oman, var en svensk professor i matematik vid Stockholms universitet sedan 1992.

## Utbildning och arbete
Passare avlade doktorsexamen i matematik 1984 vid Uppsala universitet med avhandlingen Residues, Currents, and Their Relation to Ideals of Holomorphic Functions med Christer Kiselman som handledare. Holomorfa funktioner undersöks av en gren inom matematik som heter komplex analys och är funktioner definierade i något område av det komplexa talplanet som antar komplexa värden och är deriverbara i någon mening.
Passare var ställföreträdande föreståndare för Institut Mittag-Leffler, ordförande för Svenska matematikersamfundet, samt ledamot av Svenska nationalkommittén för matematik vid Kungliga Vetenskapsakademien, och tidigare prefekt (2003–2010) för matematiska institutionen vid Stockholms universitet. Han forskade inom teorin för residyer i flera komplexa variabler och under de sista åren främst om teorin för amöbor samt delvis om deras kopplingar till tropisk geometri.
Passare hade vid sin död besökt 152 olika länder. Hans engagemang för matematiker och matematik i låginkomstländer var vida kända, och han var styrelsemedlem och kassör i the European Mathematical Society - Committee for the Developing Countries. Ett av hans hjärteprojekt var skapandet av ett afrikanskt forskningscentrum för matematik i Dar es-Salaam, Tanzania: the Pan-African Centre for Mathematics (PACM).
Det har förekommit en del spekulationer om den exakta dödsorsaken. Enligt utlåtande A11-1041 från Rättsmedicinalverket, daterat 2011-12-13, var dödsorsaken hjärtinfarkt.

## Priser
Mikael Passare erhöll Göran Gustafssons pris 2001 inom matematik.